# 上野勇
上野 勇（うえの いさむ、1966年 - ）は、日本の写真家。グラビアカメラマン。日本写真家協会会員。プロカメラマン小池伸一郎の師匠である。

## 来歴
東京都出身。父の影響で写真を志し、17歳でエーススタジオに入社。岩岡吾郎、木下裕史に師事。1989年に独立してフリーランスとなる。2010年、代官山にて家族写真を中心としたスタジオmerrillを開設し代表を務める。
カーリング女子日本代表｢ロコソラーレ｣のオフィシャルフォトグラファーも務める。
ヤングチャンピオン（秋田書店）のほか、月刊誌では、B.L.T.（東京ニュース通信社）、月刊ENTAME（徳間書店）などでグラビアを撮影している。
新人アイドルのファースト写真集を多数撮影している。著名な例では、宮地真緒、沢尻エリカ、里田まい等のファースト写真集を担当。眞鍋かをりのファースト写真集を撮影以降、2004年までに合計4冊の眞鍋かをり写真集を担当している。

## 主な作品
1998年
- 神崎恵セカンド写真集「la hada」（ぶんか社） ISBN 978-4821122493
- 酒井美雪写真集「iHOLA!」（ぶんか社）ISBN 978-4-8211-2250-9

1999年
- 星野志穂セカンド写真集「ROSE BUD」（音楽専科社）ISBN 978-4-87279-019-1
- 眞鍋かをりファースト写真集「ガールフレンド」（ぶんか社）ISBN 978-4821123100
- 黒田美礼 写真集「mithras」（ぶんか社）ISBN 978-4821122745

2000年
- 川村亜紀 写真集「JOLLIE」（竹書房）ISBN 978-4812406137
- 黒羽夏奈子 サード写真集「MOON」（テイアイエス）ISBN 978-4886182388
- 宮地真緒 ファースト写真集「はじめまして16歳の夏」（ソニーマガジンズ）ISBN 978-4-7897-1564-5
- 浜野裕子セカンド写真集「GRACE」（テイアイエス）ISBN 978-4886182418
- 川村ひかる写真集「Panas」（集英社）ISBN 978-4087803167

2001年
- 三津谷葉子写真集「思春記」（集英社）ISBN 978-4087803440
- 眞鍋かをり写真集「CURE GIRL」（ぶんか社）ISBN 978-4821123599

2002年
- 平田裕香写真集「Hasta manana」（ワニブックス）ISBN 978-4847027055
- 黒羽夏奈子写真集「此処ニイルヨ。」（彩文館出版）ISBN 978-4916115881
- 小林恵美 ファースト写真集「サテンドール」（アクアハウス）ISBN 978-4860460457
- MEGUMI写真集「デート」（ヤングチャンピオン編集部／秋田書店）ISBN 978-4-253-01079-5
- 眞鍋かをり写真集「Little Girl Friend」（ぶんか社）ISBN 978-4821124657
- 沢尻エリカ ファースト写真集「P‐chu!」（ワニブックス）ISBN 978-4-8470-2736-9

2003年
- 根本はるみ写真集「"i"」（ヤングチャンピオン編集部／秋田書店）ISBN 978-4-253-01081-8
- 眞鍋かをり文庫写真集「for you」（ぶんか社）ISBN 978-4821125111
- 里田まい ファースト写真集（ワニブックス）ISBN 978-4847027796
- 佐藤寛子サード写真集「fine」（ヤングチャンピオン編集部／秋田書店）ISBN 978-4-253-01083-2
- 秋山莉奈セカンド写真集「KISS」（ヤングチャンピオン編集部／秋田書店）ISBN 978-4253010764

2005年
- 安田美沙子写真集「微熱」（音楽専科社）ISBN 978-4-87279-182-2

2007年
- 八代みなせ ファースト写真集「どうしても…」（彩文館出版）ISBN 978-4775601990
- 道重さゆみ「17 L♡VE - HELLO! 道重さゆみ写真集」（キッズネット）ISBN 978-4-04-894495-3

2008年
- 桜井まり「Chrysalis 桜井まり 1st Photograph Collection」（双葉社）ISBN 978-4-575-30041-3
- 橘麗美「Reimi 橘麗美1st写真集」（彩文館出版）ISBN 978-4-7756-0314-7
- 初音みのり「Minorium」（彩文館出版）ISBN 978-4-7756-0333-8

2009年
- Rio「Fiesta」（彩文館出版）ISBN 978-4-7756-0352-9
- 佳山三花「PLAY HIDE SEEK」（彩文館出版）ISBN 978-4-7756-0397-0
- 熊田曜子写真集「DRESS UP DOLL」（彩文館出版）ISBN 978-4775604151
- 原紗央莉写真集「H」（彩文館出版）ISBN 978-4-7756-0407-6
- 加藤沙耶香「colorful 38 full」（彩文館出版）ISBN 978-4-7756-0430-4
- 吉沢明歩「PINK!! INNOCENT JOURNEY」（彩文館出版）ISBN 978-4-7756-0433-5

2010年
- 神戸蘭子「Radiance」（彩文館出版）ISBN 978-4-7756-0482-3
- みひろ「Avion」(彩文館出版）ISBN 978-4-7756-0480-9
- 折山みゆ「REAL 18」（彩文館出版）ISBN 978-4-7756-0484-7

2011年
- 小倉奈々「Seven Dream」（彩文館出版）ISBN 978-4-7756-0505-9
- 成瀬心美「cocomiracle 成瀬心美1st写真集」（彩文館出版）ISBN 978-4-7756-0510-3
- 杉原杏璃 写真集『 AnRibbon 』（ワニブックス）ISBN 978-4847044199

2012年
- 亜里沙 ファースト写真集「AliSA」（リイド社）ISBN 978-4845839605
- 由愛可奈「夢叶 yumekana」（双葉社）ISBN 978-4-575-30451-0

2013年
- 範田紗々「紗々 -SASA-」（彩文館出版）ISBN 978-4-7756-0545-5

2014年
- 佐々木玲奈「聖少女R 佐々木玲奈1st写真集」（彩文館出版）ISBN 978-4-7756-0554-7
- 逢坂はるな「I (ai) 逢坂はるな1st写真集」（彩文館出版）ISBN 978-4-7756-0551-6
- 由愛可奈「Wake Up!」（彩文館出版）ISBN 978-4-7756-0555-4
- 逢坂はるな「生ぱら」（竹書房）ISBN 978-4-8019-0100-1

2015年
- 紗倉まな「生ぱら」（竹書房）ISBN 978-4-8019-0144-5
- 小島みなみ「生ぱら」（竹書房）ISBN 978-4-8019-0234-3
- 初川みなみ「生ぱら」（竹書房）ISBN 978-4-8019-0334-0
- 三上悠亜「Here you are 三上悠亜1st写真集」（双葉社）ISBN 978-4-575-30982-9
- 岡田真由香「ラスト・フルヌード」（竹書房）ISBN 978-4-8019-0425-5
- 冬月かえで「ベル・エラーブル」（竹書房）ISBN 978-4-8019-0481-1
- 安枝瞳「ひとみしり♡ 安枝瞳DVD付き写真集」（秋田書店）ISBN 978-4-253-01093-1
- RION「my home RION1st写真集」（ジーオーティー）ISBN 978-4-86084-992-4

2016年
- 羽咲みはる「うさどる♡ 羽咲みはる1st写真集」（双葉社）ISBN 978-4-575-31119-8
- 紗倉まな「Love Natural」（徳間書店）ISBN 978-4-19-864278-5
- 高橋しょう子「ずっと恋してたい 高橋しょう子2nd写真集」（双葉社）ISBN 978-4-575-31204-1
- 白石茉莉奈「My Romantic Nest」（双葉社）ISBN 978-4-575-31209-6

2017年
- 小島みなみ「二人だけのはぴねす」（徳間書店）ISBN 978-4-19-864326-3
- 菜乃花「マジなの 菜乃花DVD付き写真集」（秋田書店）ISBN 978-4-253-11083-9
- RaMu「らむね RaMu DVD付き写真集」（秋田書店）ISBN 978-4-253-11084-6

2018年
- 菜乃花「ICHIZU 菜乃花DVD付き写真集」（秋田書店）ISBN 978-4-253-11086-0
- 篠崎愛「10 Years Memory ヤングチャンピオンセレクション」（秋田書店）ISBN 978-4-253-01099-3

2019年
- 藤木由貴「啓迪 藤木由貴DVD付き写真集」(秋田書店）ISBN 978-4-253-11089-1

2020年
- ひなたまりん「ひなたま ひなたまりん1st写真集」（ジーオーティー）ISBN 978-4-8236-0018-0
- 小倉由菜「愛欲するとき」（彩文館出版）ISBN 978-4-7756-0630-8
- 七ツ森りり「Riripi 七ツ森りり1st写真集」（ジーオーティー）ISBN 978-4-8236-0111-8
- 夢見るぅ「Iカップ“隊長”と夢の温泉ツアー FLASHデジタル写真集」（光文社）※デジタル写真集
- 竹内渉「尻すぎた女」（小学館）※デジタル写真集

2021年
- 槙いずな「いーたん 槙いずな 1st写真集」（ジーオーティー）ISBN 978-4-8236-0143-9
- 唯井まひろ「Only You」（徳間書店）ISBN 978-4-19-865315-6
- 栗山莉緒「KuRi～KuRi 栗山莉緒1st写真集」（ジーオーティー）ISBN 978-4-8236-0199-6
- 三上悠亜「You are here」（双葉社）ISBN 978-4-575-31653-7
- 美乃すずめ「乳惑の女」（徳間書店）※デジタル写真集
- 神咲まい「SUMMER HOLIC ～刺激的夏激写～」（プレステージ出版）※デジタル写真集、【グラビア写真集】と【ヘアヌード写真集】の2種類あり。

2022年
- 石原希望「Soleil」（徳間書店）ISBN 978-4-19-865467-2
- 宍戸里帆「ピュアりぽーと 宍戸里帆1st写真集」（徳間書店）ISBN 978-4-19-865496-2
- 弘中優「You've Got a Friend」（プレステージ出版）※デジタル写真集、【グラビア写真集】と【ヘアヌード写真集】の2種類あり。
- 桜空もも「ももの海岸物語」（小学館）※デジタル写真集
- 涼森れむ「きっと夏のせい」（小学館）※デジタル写真集
- 河合あすな「世界でいちばんアツイ夏」（小学館）※デジタル写真集
- 宮島めい「向日葵のような彼女」（小学館）※デジタル写真集
- 波多野結衣「南風に揺れるカラダ」（小学館）※デジタル写真集
- 石原希望「なんかぁ天気よくなくないWowwoh」（徳間書店）※デジタル写真集
- 高嶋めいみ「METAMORPHOSE」（プレステージ出版）※デジタル写真集、【グラビア写真集】と【ヘアヌード写真集】の2種類あり。